# 숲속의 부부
"숲속의 부부"는 2018년에 개봉한 대한민국의 영화이다.

## 캐스팅
- 김성민 : 성민 역
- 황금희 : 성민 아내 역
- 윤동환 : 성민 자아 동환 역
- 이주희 : 주희 역
- 박재훈 : 호텔 마약남 역
- 안민영 : 주희엄마 역
- 최희정 : 깡패포주 역
- 황원규 : 똘마니 역
- 홍서준 : 교수 역
- 안석환 : 안 교수 역
- 박승배 : 마트점장 역
- 문형주 : 마트 동료 역
- 노슬기 : 주희 친구 역
- 유상재 : 모텔 지배인 역
- 유필란 : 집주인 역
- 김학배 : 관리인 역
- 조혜정 : 여고생 역
- 허도영 : 남학생 1 역
- 이상윤 : 남학생 2 역
- 김재욱 : 남학생 3 역
- 조하석 : 보스 역
- 강성용 : 건달 역
- 이진목 : 최 사장 역
- 이설구 : 노조반장 역
- 양원석 : 노동자들 역
- 박희선 : 노동자들 역
- 곽영재 : 노동자들 역
- 박건락 : 젊은 노동자 역
- 정미남 : 노동자 역
- 이윤상 : 공장장 역
- 조수민 : 마트점원 역
- 김광현 : 운전자 역
- 나정숙 : 운전자 부인 역
- 김연집 : 조폭 역
- 유하림 : 창고 여자 역
- 정재욱 : 창고 남자 역
- 양수호 : 김 사장 역
- 윤재범 : 건달 2 역